# Philogynie
Ne doit pas être confondu avec Phylogénie.
La philogynie est un sentiment d’appréciation, d'admiration, de camaraderie ou d'amour remarquable envers les femmes de façon générale, c'est l'antonyme de la misogynie.
Selon Cicéron, ce mot a été peut-être utilisé en philosophie grecque pour indiquer le fait de trop aimer les femmes, ce qui était considéré comme une maladie tout comme la misogynie.
Christian Groes-Green (de) a soutenu que le contenu conceptuel de la philogynie doit être développé comme une alternative au concept de misogynie. Il critique la théorie de Raewyn Connell à propos de la masculinité hégémonique et souligne l'effet de la masculinité philogynique sur les jeunes hommes maputais du Mozambique.

## Étymologie
Philogynie vient de philo- (aimant) et du grec gynē (femme). Les termes parallèles grec en ce qui concerne les hommes (mâles) sont philandrie pour « affection envers les hommes » et misandrie pour « haine des hommes ». Les termes parallèles pour l'humanité sont généralement philanthropie et misanthropie.